# Goryphus oneili
Goryphus oneili är en stekelart som först beskrevs av Cameron 1904.  Goryphus oneili ingår i släktet Goryphus och familjen brokparasitsteklar. Inga underarter finns listade i Catalogue of Life.